# گنار مولر
گُنار مولر (آلمانی: Gunnar Möller؛ زادهٔ ۱ ژوئیهٔ ۱۹۲۸ میلادی) بازیگر اهل آلمان است.
از فیلم‌ها یا برنامه‌های تلویزیونی که وی در آن نقش داشته است، می‌توان به جشن اکتبر، پرونده اودسا و ارتش سری اشاره کرد.